# 4:3

Visuell representation av bildformatet 4:3, även benämnt som 1,33:1.

4:3 (eller 1,33:1) kallas även normalbild och är ett bildformat, där bredden är 1,33 gånger så stor som höjden. Formatet är framtaget för TV, men är använt även till bildskärmar för datorer.
Formatet var fram till början av 2000-talets första decennium det mest använda formatet i TV internationellt.

## Bakgrund

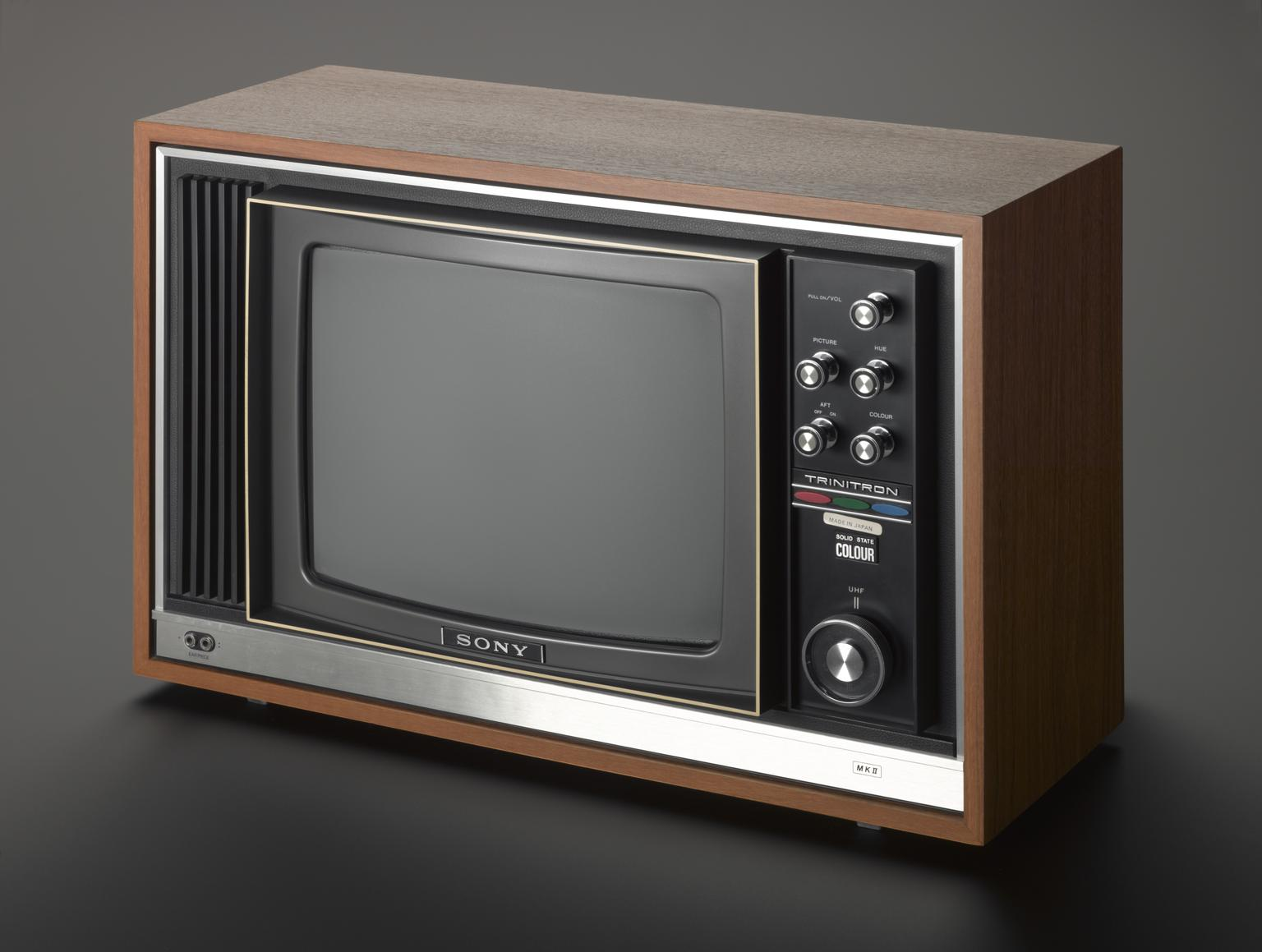
Sony Trinitron färg-TV av modell KV-1320UB, tillverkad 1969-1970.

Ursprungligen var formatet för långfilm på biografer av den snarlika storleken 1,37:1, det vill säga något bredare, och var i princip det enda formatet som användes fram till början av 1950-talet. Men för att ge plats åt ljudspår så krymptes det för TV. 
För att ta upp kampen med TV så började långfilmer från 1950-talet att visas i olika bredbildsformat, främst: 1,66:1, 1,85:1 och 2,35:1. För att fylla bilden i TV apparater med formatet 4:3 och undvika svarta kanter uppe och nere i bild så beskars ofta verk i bredare bildformat i en process som kallas Pan and scan.
Bredbildsformatet 16:9 har blivit standard för HDTV. I Sverige övergav TV-bolagen det för all nyproduktion från 2007 och gick istället helt över till 16:9.
Formatet används medvetet ibland i nyare verk för att ge en dokumentärliknande, retro eller mer intim känsla.